# Reprezentacja Algierii w piłce siatkowej mężczyzn
Reprezentacja Algierii w piłce siatkowej mężczyzn – narodowa drużyna reprezentująca Algierię w rozgrywkach międzynarodowych. W latach 80. oraz 90. XX wieku, drużyna algierska była jedną z najlepszych drużyn w Afryce jednakże w ciągu następnych lat dominacje na kontynencie uzyskały drużyny Tunezji oraz Egiptu. W chwili obecnej siatkówka w Algierii przechodzi znaczny kryzys przez co drużyna utraciła miano trzeciej siły na kontynencie na rzecz ekipy Kamerunu.
Do największych sukcesów drużny algierskiej zalicza się dwa złote medale Mistrzostw Afryki oraz osiem innych medali na tym turnieju, a także zajęcie dwunastego miejsca na igrzyskach olimpijskich w 1992 roku.

## Osiągnięcia

### Igrzyska Olimpijskie
- 1992 - 12. miejsce

### Mistrzostwa świata
- 1994 - 13. miejsce
- 1998 - 22. miejsce
- 2025 -

### Mistrzostwa Afryki
- 1. miejsce - 1991, 1993
- 2. miejsce - 1967, 1989, 2009, 2023
- 3. miejsce - 1983, 1987, 1995, 1997, 1999